# Også i dag
|  | Denne artikel er oprettet af botten Steenthbot ud fra en ekstern database. Den kan derfor have sproglige fejl eller mangler. Denne skabelon kan fjernes efter kontrol af indholdet. |

Også i dag er en dansk dokumentarfilm fra 1971 instrueret af Erik Frohn Nielsen efter eget manuskript.

## Handling
Civilforsvarets muligheder for indsats og bistand i fredstid.